# Melanotus maculicornis
Melanotus maculicornis is een keversoort uit de familie kniptorren (Elateridae). De wetenschappelijke naam van de soort is voor het eerst geldig gepubliceerd in 1912 door Buysson.